# Веце
Веце (на немски: Weeze) e община, разположена в северозападната част на федерална провинция Северен Рейн-Вестфалия, част от окръг Клеве, с население от 10 682 жители.
Разположена е в непосредствена близост до границата с Нидерландия.
На територията на общината се намира международното Летище Веце, което е атрактивна дестинация предимно за нискотарифните авиокомпании.